# Bernhard Strödel
Bernhard Friedrich Strödel (* 11. Juni 1828 in Annaberg; † 19. Juli 1889 in Den Haag) war ein sächsischer Jurist und Politiker.

## Leben
Bernhard Strödel war Sohn des Markscheiders in Annaberg Friedrich August Strödel. Nach dem Besuch der Bürgerschule in Annaberg und des Gymnasiums in Bautzen und Freiberg studierte er von 1848 bis 1851 Rechtswissenschaften an der Universität Leipzig. 1849 wurde er Mitglied des Corps Guestphalia Leipzig. Nach dem Studium trat er zunächst in den Staatsdienst ein und wurde Aktuar am Bezirksgericht Annaberg und in Dresden. Seit 1861 war er Rechtsanwalt und Notar in Dresden, wo er die Kanzlei seines Onkels Rudolf Eisenstuck übernahm. 1878 wurde er zum Justizrat ernannt und gehörte seit etwa dieser Zeit bis zu seinem Tod 1889 dem Sächsischen Staatsgerichtshof an.
Strödel war seit 1866 Dresdner Stadtverordneter und gehörte zu den Steuer- und Wirtschaftsreformern. Von 1869 bis 1873 saß er als konservativer Abgeordneter des Wahlkreises Dresden 4 in der Zweiten Kammer des Sächsischen Landtags. 1875 gehörte er zu den Gründern des Konservativen Landesvereins. Von 1875 bis 1880 war er dessen Vorsitzender und bis 1889 dessen stellvertretender Vorsitzender. Außerdem war er Mitbegründer des Konservativen Vereins in Dresden. Als Führer der Konservativen in Sachsen wirkte er bei der Konstituierung der Deutschkonservativen Partei mit. Er verstarb während eines Badeaufenthalts in Scheveningen im Stadtkrankenhaus von Den Haag.